# Nizovka (Nóvgorod)
|  | Per a altres significats, vegeu «Nizovka». |

Nizovka (en rus: Низовка) és un poble de l'óblast de Nóvgorod, a Rússia, segons el cens del 2010 tenia 3 habitants.